# مونتانا
مونتانا (به انگلیسی: Montana) ایالتی است در ایالت‌های غرب آمریکا و چهل و یکمین ایالتی است که به آن کشور پیوست. پایتخت و شهرهای مهم آن هلنا و بیلینگز است.
مونتانا یک ایالت محصور در خشکی در منطقه کوهستانی غرب آمریکا است. این ایالت از غرب با آیداهو، از شرق با داکوتای شمالی، از جنوب شرقی با داکوتای جنوبی، از جنوب با وایومینگ و از شمال با استان‌های کانادایی آلبرتا، بریتیش کلمبیا و ساسکاچوان همسایه است.
مرکز این ایالت شهر هلنا و پرجمعیت‌ترین شهر آن بیلینگز است.
نیمه غربی مونتانا پوشیده از رشته‌کوه‌های متعدد است، در حالی که نیمه شرقی آن با دشت‌های غربی و زمین‌های بایر و رشته‌کوه‌های کوچک‌تر مشخص می‌شود.
بیشتر مونتانا ابتدا با خرید لوئیزیانا از فرانسه در سال ۱۸۰۳ تحت حاکمیت آمریکا قرار گرفت و اندکی پس از آن توسط سفر اکتشافی لوئیس و کلارک کشف شد. سپس شکارچیان پوست به این منطقه آمدند و تا زمان کشف طلا در سال ۱۸۵۲ فعالیت اقتصادی اصلی در این منطقه بودند. هجوم ناشی از کشف طلا و تصویب قوانین اسکان کشاورزان در سال ۱۸۶۲، موجب مهاجرت تعداد زیادی از آمریکایی‌ها به مونتانا شد. رشد سریع جمعیت و توسعه منجر به ایالت شدن مونتانا در ۸ نوامبر ۱۸۸۹ شد. معدنکاری، به ویژه در بوت و هلنا، تا میانه‌های سدهٔ بیستم محرکهٔ اصلی اقتصاد ایالت باقی ماند.
مونتانا لقب رسمی ندارد، اما لقب‌های غیررسمی زیادی دارد، که معروف‌ترین آنها «سرزمین آسمان بزرگ»، «ایالت گنج»، «سرزمین کوه‌های درخشان» و «آخرین مکان خوب» هستند. اقتصاد آن عمدتاً بر کشاورزی، از جمله دامداری و کشت غلات استوار است. سایر منابع اقتصادی مهم شامل نفت، گاز، زغال‌سنگ، معدنکاری و چوب است. بخش‌های بهداشت  و  درمان، خدمات، دفاع و دولت نیز در اقتصاد ایالت نقش مهمی دارند. سریع‌ترین بخش در حال رشد در مونتانا گردشگری است و سالانه (تا سال ۲۰۱۹) ۱۲٫۶ میلیون گردشگر از این ایالت بازدید می‌کنند.
مونتانا سرشار از منابع طبیعی و دارای کمترین تراکم ساکنین در میان ایالات متحده می‌باشد. این ایالت جمعیت قابل توجهی اسب موستانگ دارد.

## ریشه‌شناسی نام
نام مونتانا از کلمه اسپانیایی "montaña" گرفته شده است که آن نیز از کلمه لاتین "montanea" به معنی "کوه" یا به‌طور کلی‌تر "کشور کوهستانی" می‌آید. "Montaña del Norte" (به معنای "کوه شمالی") نامی بود که کاوشگران اولیه اسپانیایی به تمام منطقه کوهستانی غرب داده بودند. نام مونتانا در سال ۱۸۶۳ توسط کمیته سرزمین‌های مجلس نمایندگان ایالات متحده (که در آن زمان توسط جیمز میچل اشلی از اوهایو اداره می‌شد) به لایحه‌ای برای سرزمینی که بعدها سرزمین آیداهو شد، اضافه شد.
این نام توسط نمایندگان هنری ویلسون (از ماساچوست) و بنجامین اف. هاردینگ (از اورگن) تغییر یافت، زیرا آن‌ها شکایت داشتند که مونتانا «معنی خاصی ندارد». هنگامی که اشلی در سال ۱۸۶۴ لایحه‌ای را برای ایجاد یک دولت موقت برای سرزمینی جدید که از سرزمین آیداهو جدا می‌شد، ارائه داد، او بار دیگر نام سرزمین مونتانا را انتخاب کرد. این بار، نماینده‌ای به نام ساموئل کاکس نیز از اوهایو به این نام اعتراض کرد. کاکس اظهار داشت که این نام یک اصطلاح اشتباه است، زیرا بیشتر این سرزمین کوهستانی نبود و پیشنهاد داد که یک نام بومی آمریکایی به جای یک نام اسپانیایی مناسب‌تر باشد. نام‌های دیگری مانند شوشونی پیشنهاد شدند، اما کمیته سرزمین‌ها تصمیم گرفت که حق انتخاب نام را داشته باشد، بنابراین نام اصلی مونتانا پذیرفته شد.

## مردم‌شناسی
مونتانا از نظر مساحت چهارمین ایالت بزرگ، از نظر جمعیت هشتمین ایالت کم جمعیت و از نظر تراکم جمعیت سومین ایالت کم‌تراکم در بین ۵۰ ایالت آمریکا است. در سال ۲۰۱۸، جمعیت کل مونتانا ۱٫۰۶ میلیون نفر تخمین زده شد. مونتانا مساحت کل ۱۴۵٬۵۵۲٫۴۳ مایل مربع با توزیع متوسط ۶٫۸ نفر در هر مایل مربع را دارد، عمدتاً به این دلیل که بیشتر زمین توسط رشته کوه‌ها، دریاچه‌ها و پارک‌های ملی اشغال شده است. بیش از نیمی از جمعیت این ایالت در مناطق شهری زندگی می‌کنند، در حالی که بقیه به‌طور پراکنده در مناطق روستایی توزیع شده‌اند.
تقریباً ۹۴٫۸٪ از کل جمعیت مونتانا را سفیدپوستان آمریکایی تشکیل می‌دهند که اصالت آنها به کشورهای شمال، غرب و شرق اروپا - عمدتاً بریتانیا، هلند، شمال ایتالیا، ایرلند، فرانسه، کرواسی، آلمان، روسیه و لهستان - برمی گردد. آلمانی‌ها بیشترین جمعیت آمریکایی‌های اروپایی را تشکیل می‌دهند. بومیان آمریکا دومین گروه قومی بزرگ مونتانا را تشکیل می‌دهند که ۶٫۵٪ از کل جمعیت را تشکیل می‌دهند.
سایر گروه‌ها شامل آمریکایی‌های آفریقایی‌تبار هستند که ۰٫۴٪ از جمعیت را تشکیل می‌دهند. آمریکایی‌های آسیایی‌تبار ۰٫۷٪ از جمعیت قومی مونتانا را تشکیل می‌دهند.
تقریباً نیمی از جمعیت مونتانا به گروه‌های مذهبی سازمان‌یافته وابسته هستند که کاتولیک بزرگ‌ترین فرقه واحد در ایالت است. تعداد کمتری از پروتستان‌ها، مورمون‌ها، مسلمانان، بودایی‌ها، یهودیان و پیروان عقاید سنتی بومیان آمریکا وجود دارد.
مونتانا از نظر ترکیب قومی جمعیت خود تنوع گسترده‌ای ندارد. اکثریت قریب به اتفاق جمعیت این ایالت در مقایسه با میانگین ملی شهروندان مسن را تشکیل می‌دهند. کمبود فرصت‌های شغلی برای جوانان همراه با تعداد زیادی از بازنشستگان منجر به تعداد زیادی از جمعیت مسن بالای ۶۵ سال در ایالت می‌شود.

## جغرافیا
دو پنجم غربی مونتانا در ناحیه کوه‌های راکی واقع شده است و سه پنجم شرقی آن بر روی دشت‌های بزرگ قرار دارد. مونتانا در ناحیه کوه‌های راکی سرزمینی است پر از کوه‌های بلند، دره‌های عمیق، جنگل‌های سبز و خط‌القامت‌های بدون درخت، در حالی که مونتانا در دشت‌های بزرگ شامل یک گستره وسیع از زمین‌های مرتع زرد، مزارع غلات طلایی و نوارهای بایر قهوه‌ای است. این تضاد بین کوه و دشت یکی از قوی‌ترین ویژگی‌های جغرافیایی این ایالت به‌شمار می‌آید.

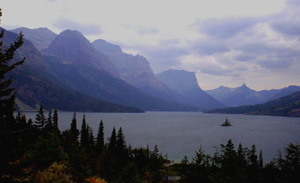
پارک ملی گلیشر در این ایالت قرار دارد.

در مونتانا، در کوه‌های راکی، رشته‌کوه‌ها به‌طور کلی از شمال شمال‌غربی تا جنوب جنوب‌شرقی تنظیم شده‌اند. این رشته‌کوه‌ها از سنگ‌های سخت باستانی تشکیل شده‌اند که توسط نیروهای کوه‌زایی که راکی‌ها را ایجاد کردند، فشرده، تا شده، گسسته و به‌نوعی دگرگون شده‌اند. این فرایندها از حدود ۱۰۰ میلیون سال پیش آغاز شده‌اند.
در آخرین دوره یخچالی، حدود ۱۱٬۵۰۰ سال پیش، یخچال‌ها خطوط قله کوه‌ها و دره‌های بلند را از زمین‌های گرد و محدب به توپوگرافی تند و ناهموار و توخالی تراش دادند و هنگامی که یخچال‌ها ذوب شدند، مواد خاکی نرمی که از کوه‌ها کندند را به‌عنوان رسوبات یخی در کف دره‌ها باقی گذاشتند. یخچال‌های موجود در مونتانا امروز نسبت به زبان‌های بزرگ یخ در گذشته بسیار کوچک هستند. کف دره‌ها بین رشته‌کوه‌ها عمدتاً شامل دشت‌های سیلابی و پادگانه‌های طبیعی؛ زمین‌های بُن‌نشین و دامنه‌ها که روی سنگ‌های نرم و جوان تراشیده شده‌اند؛ و دشت‌ها، پادگانه و دامنه‌هایی که از رسوبات یخی تشکیل شده‌اند، می‌باشد.

## تاریخچه
هزاران سال است که گروه‌های مختلف بومیان در زمینی که اکنون مونتانا نامیده می‌شود، زندگی می‌کنند. قبایل تاریخی که توسط اروپایی‌ها و مهاجران آمریکایی ملاقات شدند شامل کلاغ‌ها در منطقه مرکزی جنوب، شای‌ان و لاکوتا در جنوب‌شرقی، بلک‌فوت، آسینیبواین و گروس ونترس در مرکز و شمال‌مرکز و کوتنی و سلیش (معروف به "فلت‌هد") در غرب بودند. قبایل قل‌اسپ‌ه یا پندورایل و کالیسپل نزدیک دریاچه فلت‌هد و کوه‌های غربی زندگی می‌کردند. بخشی از جنوب‌شرقی مونتانا به‌عنوان گذرگاهی میان سرطمین قوم کلاغ و هیداتساهای مربوطه در داکوتای شمالی استفاده می‌شد.
به‌عنوان بخشی از حوضه آبریز رود میزوری، تمام زمین‌های شرق خط تقسیم قاره‌ای مونتانا به استثنای یک بخش کوچک در شمال‌شرق، بخشی از خرید لوئیزیانا در سال ۱۸۰۳ بود. در دهه‌های پس از سفر اکتشافی لوئیس و کلارک، تجار اروپایی، کانادایی و آمریکایی به مبادله خز با بومیان در بخش‌های شرقی و غربی این منطقه پرداختند. اگرچه تعامل بیشتر بین تجار خز و بومیان غالباً شراکتی سودآور بود، اما در مواقعی که منافع بومیان تهدید می‌شد، مناقشاتی نیز رخ می‌داد، مانند درگیری میان شکارچیان آمریکایی و بلک‌فوت. بومیان منطقه همچنین توسط بیماری‌هایی که تجار خز وارد کرده بودند و آن‌ها هیچ ایمنی در برابرشان نداشتند، به‌شدت آسیب دیدند.
پست تجاری فورت ریموند در سرزمین سرخ‌پوستان قوم کلاغ در سال ۱۸۰۷ ساخته شد. تا زمان معاهده اورگن در سال ۱۸۴۶، زمین‌های غرب خط تقسیم قاره‌ای بین دولت‌های بریتانیا و ایالات متحده مورد مناقشه بود و به نام کشور اورگن شناخته می‌شد. اولین سکونتگاه دائمی توسط یورو-آمریکایی‌ها در مونتانای امروزی سنت مری بود که در سال ۱۸۴۱ در نزدیکی استونسویل امروزی تأسیس شد. در سال ۱۸۴۷، فورت بنتون به‌عنوان بالاترین پست تجارت خز در رود میزوری ساخته شد. در دهه ۱۸۵۰، مهاجران شروع به حرکت به سوی دره‌های بیورهید و بیگ هول از مسیر اورگن و به سوی دره کلارک فورک کردند.
اولین کشف طلا در مونتانا در سال ۱۸۵۲ در گلد کریک، نزدیک به محل کنونی گرسن، مونتانا صورت گرفت. هجوم طلا در این منطقه از سال ۱۸۶۲ به‌طور جدی آغاز شد. مجموعه‌ای از کشفیات عمده مواد معدنی در بخش غربی ایالت شامل طلا، نقره، مس، سرب و زغال‌سنگ (و بعدها نفت) انجام شد که ده‌ها هزار معدنچی را به این منطقه جذب کرد. غنی‌ترین معادن طلای شنی در آلدر گالچ کشف شد، جایی که شهر ویرجینیا سیتی تأسیس شد. معادن طلای غنی دیگر در لست چنس گالچ، جایی که اکنون شهر هلنا قرار دارد، کانفدرایت گالچ، سیلور بو، امیگرنت گالچ و کوک سیتی پیدا شدند. میزان تولید طلا بین سال‌های ۱۸۶۲ تا ۱۸۷۶ به ۱۴۴ میلیون دلار رسید، پس از آن نقره اهمیت بیشتری پیدا کرد. بزرگ‌ترین عملیات معدنی در بوت صورت گرفت که دارای ذخایر مهم نقره و معادن گسترده مس بود.

### سرزمین مونتانا
سرزمین مونتانا در سال ۱۸۶۵
پیش از ایجاد سرزمین مونتانا (۱۸۶۴–۱۸۸۹)، مناطق واقع در مونتانای امروزی بخشی از سرزمین اورگن (۱۸۴۸–۱۸۵۹)، سرزمین واشینگتن (۱۸۵۳–۱۸۶۳)، سرزمین آیداهو (۱۸۶۳–۱۸۶۴) و سرزمین داکوتا (۱۸۶۱–۱۸۶۴) بودند. سرزمین مونتانا در ۲۶ مه ۱۸۶۴ به یکی از قلمروهای ایالات متحده آمریکا تبدیل شد. اولین پایتخت این سرزمین در بناک قرار داشت. سیدنی ادگرتون به عنوان اولین فرماندار سرزمینی خدمت کرد. پایتخت در سال ۱۸۶۵ به ویرجینیا سیتی و در سال ۱۸۷۵ به هلنا منتقل شد. در سال ۱۸۷۰، جمعیت غیربومی سرزمین مونتانا ۲۰٬۵۹۵ نفر بود. جامعه تاریخی مونتانا که در ۲ فوریه ۱۸۶۵ در ویرجینیا سیتی تأسیس شد، قدیمی‌ترین مؤسسه از این نوع در غرب رود می‌سی‌سی‌پی (به استثنای لوئیزیانا) است. در سال‌های ۱۸۶۹ و ۱۸۷۰ به ترتیب اکتشافات کوک–فولسوم–پیترسون و اکتشافات واشبرن–لنگفورد–دون از هلنا به منطقه یلوستون علیا آغاز شد. کشفیات خارق‌العاده و گزارش‌های این اکتشافات منجر به ایجاد پارک ملی یلوستون در سال ۱۸۷۲ شد.

### درگیری‌ها
با افزایش جمعیت مهاجران در مونتانا از دهه ۱۸۵۰ تا دهه ۱۸۷۰، درگیری‌هایی با بومیان آمریکا بر سر مالکیت و کنترل زمین رخ داد. در سال ۱۸۵۵، آیزاک استیونز فرماندار سرزمین واشینگتن، معاهده هل‌گیت را بین دولت ایالات متحده و مردمان سلیش، پندورایل و کوتنی در غرب مونتانا مذاکره کرد که مرزهایی برای ملت‌های قبیله‌ای تعیین کرد. این معاهده در سال ۱۸۵۹ تصویب شد. اگرچه این معاهده آنچه را که بعداً به منطقه اختصاصی سرخپوستی فلت‌هد تبدیل شد، ایجاد کرد، مشکلاتی با مترجمان و سوءتفاهم‌ها در مورد مفاد معاهده منجر به این شد که سفیدپوستان باور کنند که دره بیترروت برای سکونت باز شده است، اما ملت‌های قبیله‌ای با این شرایط مخالفت کردند. سلیش‌ها تا سال ۱۸۹۱ در دره بیترروت باقی ماندند.
اولین پایگاه ارتش ایالات متحده در مونتانا کمپ کوک در سال ۱۸۶۶ در کنار رود میزوری برای پاسداری از آمدوشد قایق‌های بخاری به فورت بنتون تأسیس شد. بیش از دوازده پست نظامی دیگر در این ایالت تأسیس شد. فشار بر مالکیت و کنترل زمین به دلیل کشفیات طلا در بخش‌های مختلف مونتانا و ایالت‌های همجوار افزایش یافت. نبردهای بزرگ در مونتانا طی جنگ رد کلود، جنگ بزرگ سو در سال ۱۸۷۶، جنگ نز پرسه و در درگیری‌ها با پیگان بلک‌فیت رخ داد. برجسته‌ترین آن‌ها کشتار ماریاس (۱۸۷۰)، نبرد لیتل بیگ‌هورن (۱۸۷۶)، نبرد بیگ هول (۱۸۷۷) و نبرد بر پا (۱۸۷۷) بودند. آخرین درگیری ثبت‌شده در مونتانا بین ارتش ایالات متحده و بومیان آمریکا در سال ۱۸۸۷ در جریان نبرد کرو ایجنسی در منطقه بیگ هورن رخ داد. بازماندگان بومی که معاهده امضا کرده بودند، معمولاً مجبور به نقل‌مکان به مناطق اختصاصی سرخپوستی شدند.

### نابودی بوفالوها
همزمان با این درگیری‌ها، بوفالوی آمریکایی که یک گونه‌های کلیدی و منبع اصلی پروتئین برای بومیان بود، در حال نابودی بود. کارشناسان تخمین می‌زنند که حدود ۱۳ میلیون بوفالو در سال ۱۸۷۰ در مونتانا پرسه می‌زدند. در سال ۱۸۷۵، ژنرال فیلیپ شریدن در جلسه‌ای مشترک از کنگره ایالات متحده آمریکا درخواست کرد تا کشتار گله‌های بوفالو برای محروم کردن بومیان از منبع غذایی آن‌ها مجاز شود. تا سال ۱۸۸۴، شکار تجاری بوفالوها را تا مرز انقراض پیش برد و تنها حدود ۳۲۵ بوفالو در کل ایالات متحده باقی ماند.

### پرورش گاو
پرورش گاو از دهه ۱۸۵۰، زمانی که جانی گرنت گاوهای خود را در دره دیر لاج زمستان‌گذرانی می‌کرد و آن‌ها را در دره‌های حاصلخیز مونتانا پروار کرده و با مهاجران در مسیر اورگن معامله می‌کرد، نقش مرکزی در تاریخ و اقتصاد مونتانا داشته است. نلسون استوری در سال ۱۸۶۶ اولین گاوهای درازشاخ تگزاس را به این سرزمین آورد. گرنویل استوارت، ساموئل هاوزر و اندرو جی. دیویس در سال ۱۸۷۹ یک عملیات بزرگ گاوداری در مرتع‌های باز شهرستان فرگس را آغاز کردند. امروزه، یادمان تاریخی ملی گرنت–کورز رنچ در دیر لاج، مونتانا به عنوان پیوندی با سبک گاوداری اواخر قرن ۱۹ حفظ شده است. این مزرعه ۱۹۰۰ جریب (۷٫۷ کیلومتر مربع) که تحت نظر سازمان پارک‌های ملی اداره می‌شود، همچنان به عنوان یک مزرعه فعال کار می‌کند.

### راه‌آهن
خطوط راه‌آهن نورثرن پاسیفیک (NPR) در سال ۱۸۸۱ از غرب و در سال ۱۸۸۲ از شرق به مونتانا رسید. با این حال، راه‌آهن نقش مهمی در ایجاد تنش با قبایل سرخ‌پوست در دهه ۱۸۷۰ داشت. جی کوک، رئیس NPR، در سال‌های ۱۸۷۱، ۱۸۷۲ و ۱۸۷۳ تحقیقات عمده‌ای در دره یلواستون انجام داد که به‌طور قاطع توسط سوها به رهبری گاو نشسته به چالش کشیده شد. این درگیری‌ها تا حدی به وحشت مالی ۱۸۷۳، یک بحران مالی که ساخت راه‌آهن به مونتانا را به تأخیر انداخت، کمک کرد. تحقیقات در سال‌های ۱۸۷۴، ۱۸۷۵ و ۱۸۷۶ منجر به شروع جنگ بزرگ سو در سال ۱۸۷۶ شد. خط سراسری NPR در ۸ سپتامبر ۱۸۸۳ در گلد کریک تکمیل شد.
در سال ۱۸۸۱، راه‌آهن یوتا و نورترن، یکی از خطوط فرعی راه‌آهن یونیون پاسیفیک، یک خط باریک از یوتای شمالی به بوت تکمیل کرد. چندین خط فرعی کوچک‌تر نیز از سال ۱۸۸۱ تا قرن ۲۰ در مونتانا فعالیت داشتند، از جمله اورگن شورت لاین، راه‌آهن مونتانا و میلواکی رود.
خطوط راه‌آهن گرِیت نورترن (GNR) در سال ۱۸۸۷ به شرق مونتانا رسیدند و زمانی که در سال ۱۸۹۰ به کوه‌های راکی شمالی رسیدند، GNR به یک ترویج‌کننده مهم گردشگری در منطقه پارک ملی گلیشر تبدیل شد. خط سراسری GNR در ۶ ژانویه ۱۸۹۳ در اسکنیک، واشینگتن تکمیل شد و به نام های لاین شناخته می‌شود، زیرا شمالی‌ترین خط راه‌آهن سراسری در ایالات متحده است.

### ایالت شدن
تحت فرمانداری قلمرویی توماس میگر، مردم مونتانا در سال ۱۸۶۶ یک مجمع قانون اساسی برگزار کردند تا به دنبال تبدیل شدن به ایالت باشند، اما این تلاش ناکام ماند. دومین مجمع قانون اساسی در سال ۱۸۸۴ در هلنا برگزار شد و منجر به تصویب یک قانون اساسی شد که در نوامبر ۱۸۸۴ با نسبت ۳ به ۱ توسط شهروندان مونتانا تأیید شد. به دلایل سیاسی، کنگره تا فوریه ۱۸۸۹ ایالت شدن مونتانا را تأیید نکرد و رئیس‌جمهور گروور کلیولند با امضای یک لایحه کلی، به مونتانا، داکوتای شمالی، داکوتای جنوبی و واشینگتن حق تبدیل شدن به ایالت را اعطا کرد، مشروط بر اینکه قانون اساسی مناسب برای ایالت‌ها تدوین شود. در ژوئیه ۱۸۸۹، مردم مونتانا سومین مجمع قانون اساسی خود را برگزار کردند و قانونی تدوین کردند که هم توسط مردم و هم دولت فدرال پذیرفته شد. در ۸ نوامبر ۱۸۸۹، رئیس‌جمهور بنجامین هریسون مونتانا را به عنوان چهل و یکمین ایالت به اتحادیه اعلام کرد. اولین فرماندار ایالت جوزف کی. تول بود. در دهه ۱۸۸۰، هلنا (پایتخت ایالت) بیشترین تعداد میلیونرها نسبت به جمعیت را در بین شهرهای ایالات متحده داشت.

### اسکان کشاورزان
قوانین اسکان کشاورزان ۱۸۶۲ زمین رایگان به مهاجرانی اعطا می‌کرد که می‌توانستند ۱۶۰ جریب (۰٫۶۵ کیلومتر مربع) از اراضی فدرال در مناطق غربی و میانه ایالات متحده را مطالبه و اثبات کنند. مونتانا به دلیل خشکی منطقه شاهد هجوم گسترده‌ای از مهاجران تحت این قانون نبود، زیرا ۱۶۰ جریب معمولاً برای تأمین زندگی یک خانواده کافی نبود. اولین درخواست رسمی برای اسکان تحت این قانون در مونتانا توسط دیوید کارپنتر در نزدیکی هلنا در سال ۱۸۶۸ ثبت شد.
اولین درخواست توسط یک زن نیز در نزدیکی وارم اسپرینگز کریک توسط گوِنلیان اِوانز، دختر مورگان اِوانز، پیشگام دیر لاج مونتانا، ثبت شد. تا سال ۱۸۸۰، مزارع عمدتاً در دره‌های سرسبز مرکز و غرب مونتانا قرار داشتند، اما تعداد کمی از آن‌ها در دشت‌های شرقی بودند.]]، دختر مورگان اِوانز، پیشگام دیر لاج مونتانا، ثبت شد. تا سال ۱۸۸۰، مزارع عمدتاً در دره‌های سرسبز مرکز و غرب مونتانا قرار داشتند، اما تعداد کمی از آن‌ها در دشت‌های شرقی بودند.
قانون زمین‌های بیابانی در سال ۱۸۷۷ به منظور تسهیل اسکان در اراضی خشک غرب ایالات متحده تصویب شد و به مستاجرین ۶۴۰ جریب زمین با هزینه ۰٫۲۵ دلار به ازای هر جریب و وعده آبیاری ارائه داد. پس از سه سال، مستأجر باید یک دلار به ازای هر جریب پرداخت می‌کرد تا مالک زمین شود. این قانون عمدتاً دامداران را به مونتانا آورد، که بسیاری از آن‌ها به مدت سه سال در دشت‌های مونتانا مرتع‌داری کردند، اما به‌طور اندکی زمین‌ها را آبیاری کردند و در نهایت بدون پرداخت هزینه‌های نهایی زمین‌ها را ترک کردند.
در اوایل ۱۹۰۰، جیمز جی هیل از راه‌آهن بزرگ شمالی، اسکان در دشت‌های مونتانا را ترویج کرد تا قطارهای خود را پر کند. در سال ۱۹۰۲، قانون احیا تصویب شد که اجازه ساخت پروژه‌های آبیاری در دره‌های شرقی مونتانا را می‌داد. در ۱۹۰۹، قانون اسکان کشاورزان گسترش‌یافته تصویب شد که مقدار زمین رایگان را از ۱۶۰ به ۳۲۰ جریب برای هر خانواده افزایش داد و زمان «اثبات مالکیت» را به سه سال کاهش داد. در ۱۹۱۶، قانون اسکان دام‌پروری اجازه اسکان ۶۴۰ جریب در مناطقی که برای آبیاری مناسب نبودند را داد.
این تغییرات و تبلیغات باعث جذب ده‌ها هزار کشاورز شد، به ویژه با افزایش قیمت گندم در طول جنگ جهانی اول و دوره بارش‌های بالاتر از حد متوسط در مونتانا. مستاجرانی که در این دوره وارد شدند به نام‌های «هونی‌اکر» یا «سکیدبِل» شناخته شدند. این واژه‌ها به صورت تحقیرآمیز به کسانی اطلاق می‌شد که به عنوان «تازه‌کار» و «غیرآماده» در نظر گرفته می‌شدند، اگرچه بیشتر آن‌ها تجربه کشاورزی داشتند.
با این حال، کشاورزان با مشکلاتی مواجه بودند، از جمله بدهی‌های زیاد و نداشتن آمادگی برای آب و هوای خشک و کمبود منابع آبی. خشکسالی‌های بین ۱۹۱۷ تا ۱۹۲۱ و شرایط سخت جوی آسیب‌های زیادی به کشاورزی وارد کرد. بسیاری از مردم ناچار به ترک زمین‌ها شدند و نیمی از بانک‌های ایالت ورشکست شدند. در نتیجه، اندازه مزارع افزایش یافت و تعداد آن‌ها کاهش یافت. تا سال ۱۹۱۰، مستاجرین بیش از پنج میلیون جریب زمین را ثبت کردند و تا سال ۱۹۲۳، بیش از ۹۳ میلیون جریب کشت شد.

## اقتصاد
اقتصاد مونتانا از کشاورزی سرچشمه گرفته است که رکن اصلی آن کشت غلات و دامپروری می‌باشد. سایر فعالیت‌های اقتصادی قابل توجه شامل نفت، گاز، زغال‌سنگ و سنگ‌معدن، چوب و بخش گردشگری که به سرعت در حال رشد است، می‌باشد.
سرویس‌های اجتماعی، مراقبت‌های بهداشتی و خدمات دولتی از دیگر بخش‌هایی هستند که به رشد اقتصادی کمک می‌کنند.
پارک ملی گلیشر، بنای ملی یاد بود میدان جنگ لیتل بیگ هورن و پارک ملی یلواستون سالانه پذیرای میلیون‌ها گردشگر است.

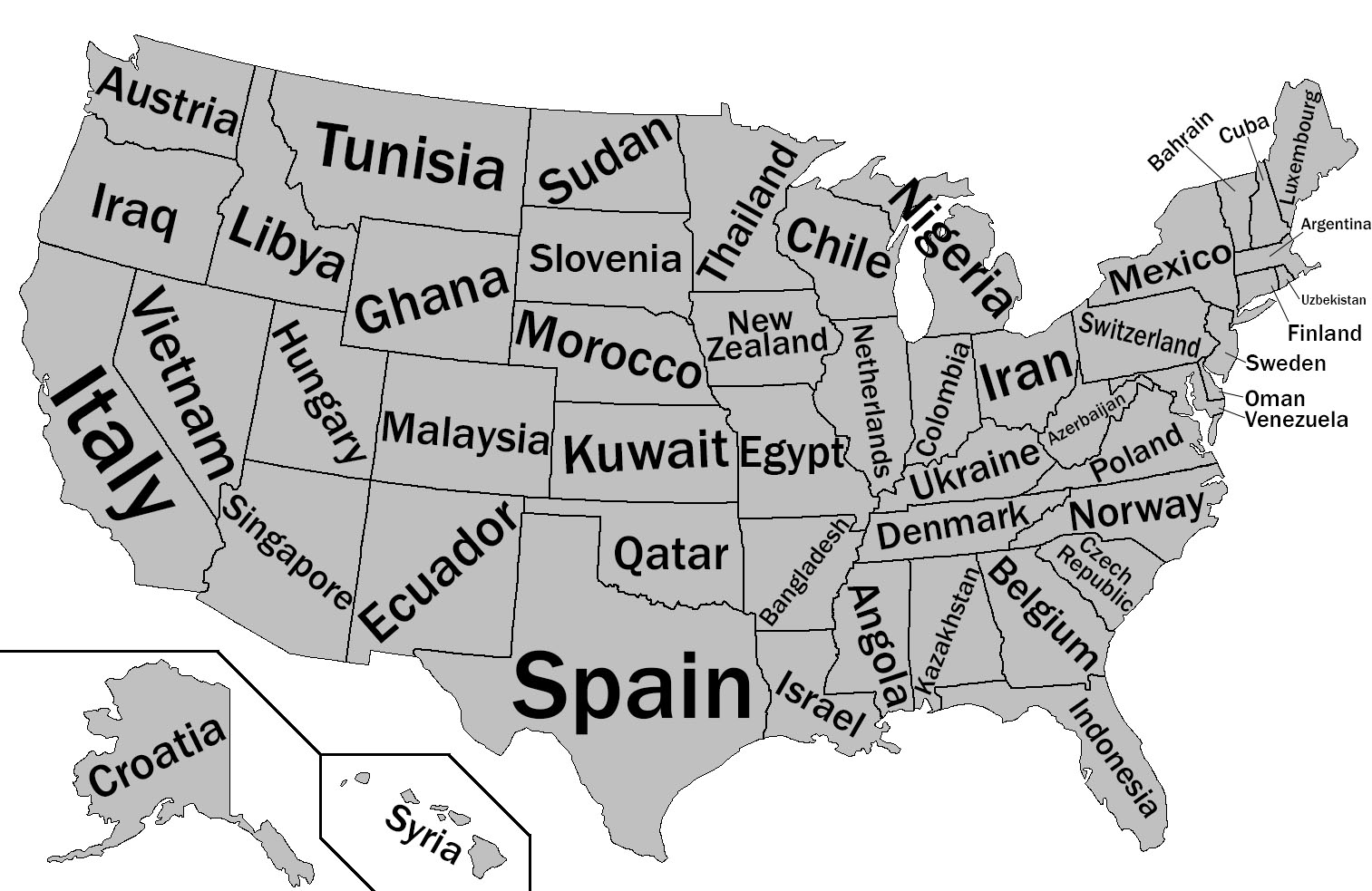
مقایسهٔ تولید ناخالص داخلی ایالت‌های آمریکا با کشورهای دیگر در سال ۲۰۱۲. ایالت مونتانا در این سال تولید ناخالصی اش قابل مقایسه با کشور تونس بوده است.

در سال ۲۰۱۲، این ایالت تولید ناخالص داخلی برابر با ۴۵٬۹۸۳ میلیارد دلار داشت، که بیشتر از تولید ناخالص داخلی کشور تونس (۴۵٬۶۶۲ میلیارد دلار) بود.

## پیوند به بیرون

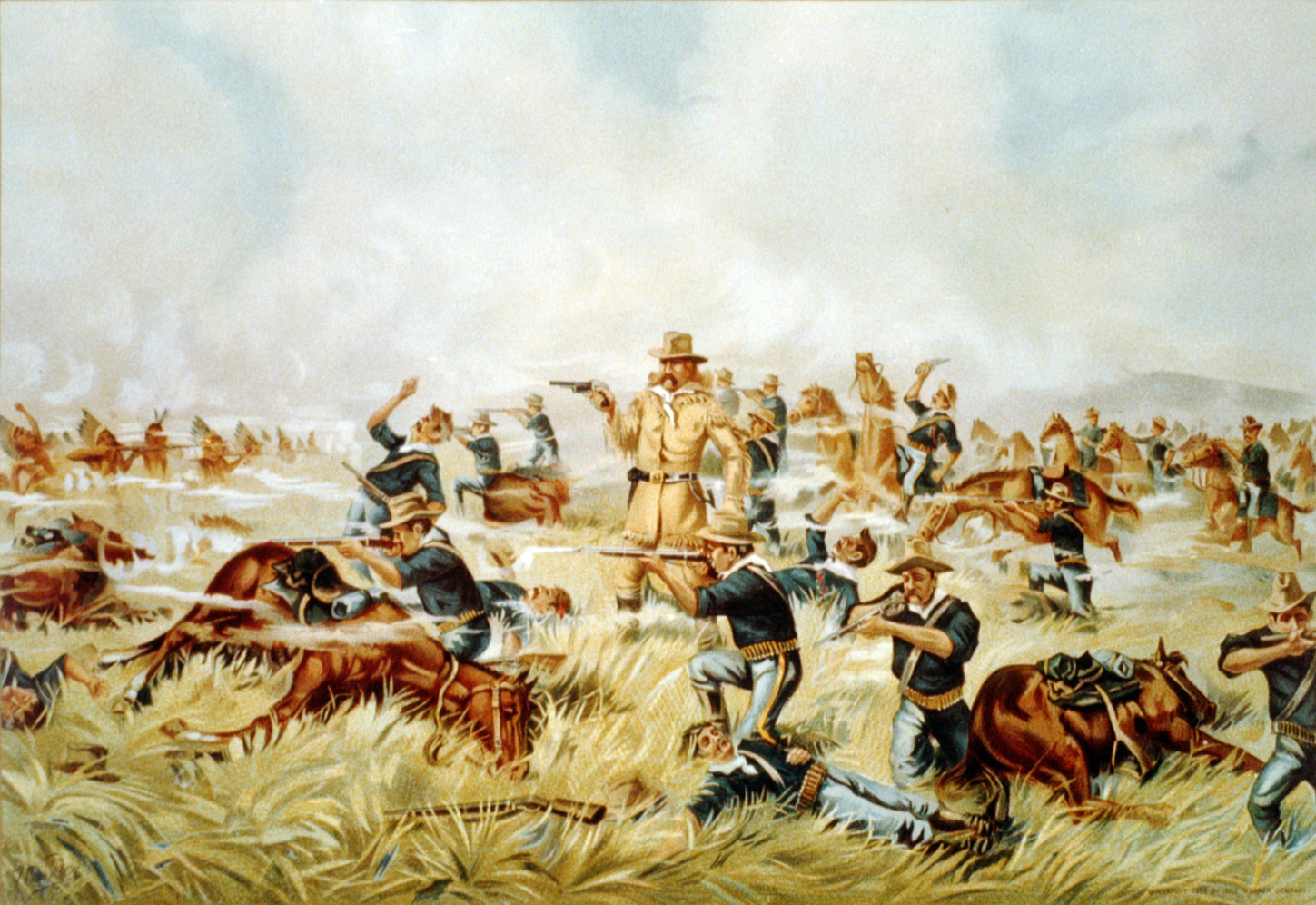
صحنه‌ای از نبرد لیتل بیگ هورن میان سرخ‌پوستان و سفید پوستان در سال ۱۸۷۶.

## دانشگاه‌های مهم
- دانشگاه مونتانا